# برابری نژادی

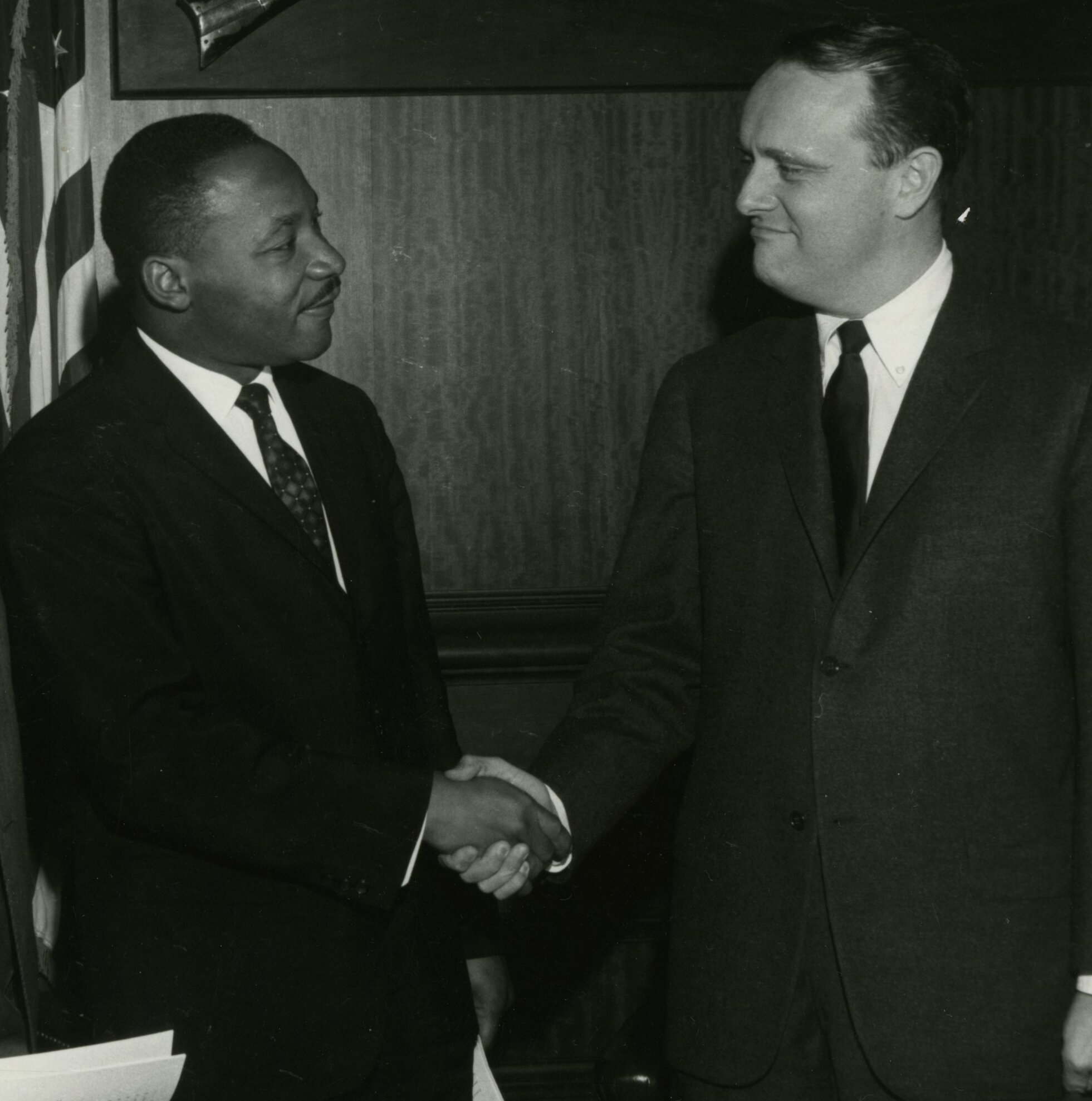
مارتین لوتر کینگ رهبر جنبش مسالمت آمیز حقوق سیاه پوستان در ایالات متحده آمریکا، در حال دست دادن به یکی از مقامات آمریکایی سفید پوست

برابری نژادی (انگلیسی: Racial equality) زمانی روی می‌دهد که نهاد اجتماعی برابری فرصت را به تمام نژادهای مردمی ارائه دهد. به بیان دیگر زمانی که سازمان‌ها رنگ پوست افراد و نژادشان را نادیده بگیرند و به همه افراد موقعیت‌های قانونی، اخلاقی و سیاسی برابری ببخشد. در جهان غرب امروز یکپارچگی نژادی و تنوع (سیاست) بیشتری حول محور نژاد وجود دارد. درابتدا این هدف برای سیاه پوستان، مردمان آسیایی و مردمان لاتین به‌خصوص در مدارس دشوارتر بنظر می‌رسید. هرچند امروزه در ایالات متحده برابری نژادی تبدیل به قانون شده‌است و صرف نظر از نژاد افراد با آنها به‌صورت برابر برخورد می‌شود و موقعیت‌ها، آموزش، فرصت‌های شغلی و سیاسی بدون در نظر گرفتن نژاد افراد، در اختیار آنها قرار می‌گیرد.